# Lacs Bessons
Les lacs Bessons sont situés dans le massif du Mercantour, à 2 545 m d'altitude. 

## Présentation

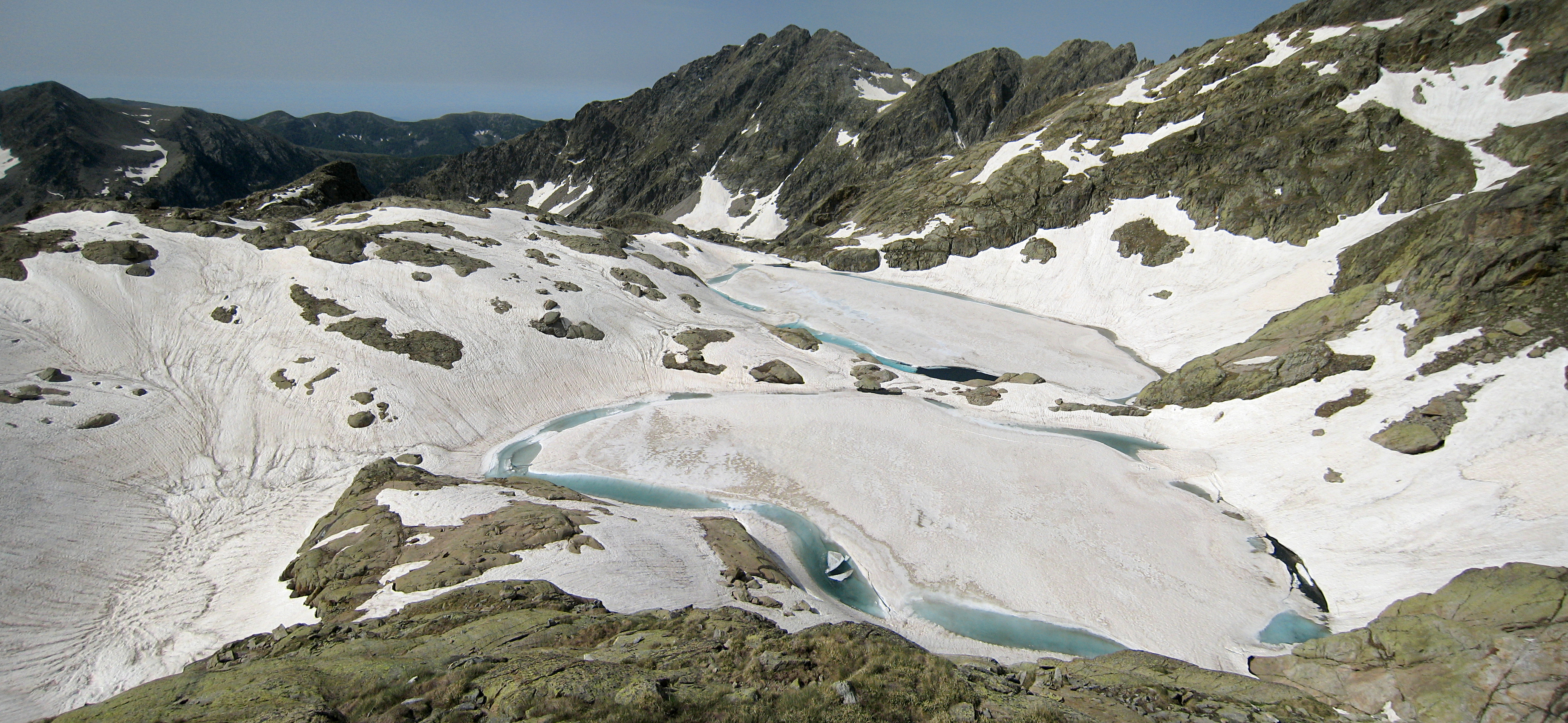
Vue des lacs Bessons au tout début de l'été.